# Malaconothrus minutus
Malaconothrus minutus är en kvalsterart som beskrevs av K. Fujikawa 2005. Malaconothrus minutus ingår i släktet Malaconothrus och familjen Malaconothridae. Inga underarter finns listade i Catalogue of Life.